# Sela (Podčetrtek)
Sela is een plaats in Slovenië en maakt deel uit van de gemeente Podčetrtek in de NUTS-3-regio Savinjska. De plaats telde 125 inwoners op 1 januari 2020.

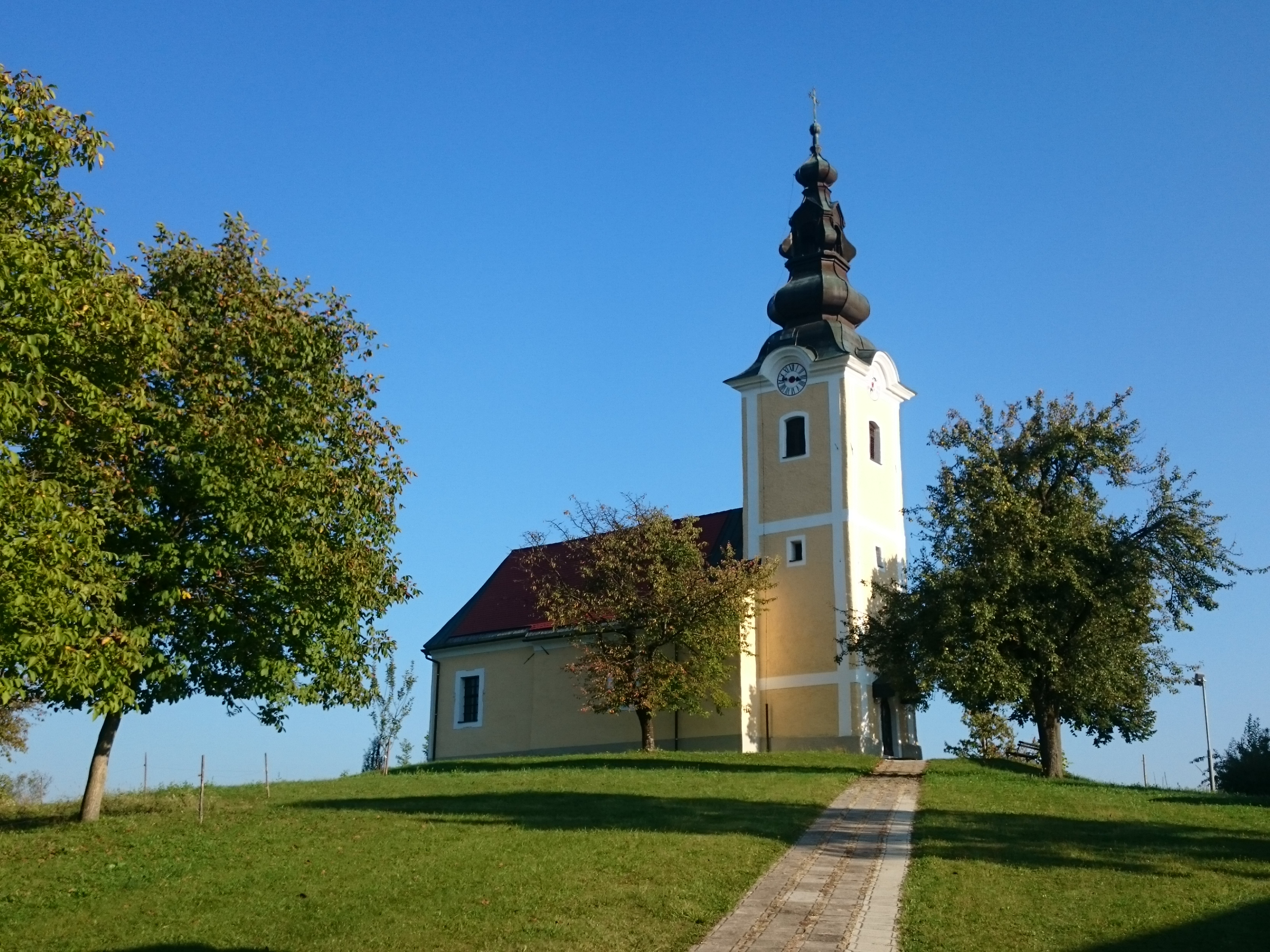
Sint Filippus en Johanneskerk